# Уткаль
Уткаль (баш. Үткәл) — река в России, протекает по Белорецкому району Республики Башкортостан. Правый приток реки Рязь.

## География
Река Уткаль берёт начало на западном склоне хребта Уралтау к северо-востоку от 8-го участка Магнитогорского леспромхоза. Течёт на север, сливаясь с ручьём Ермак поворачивает на северо-запад. По берегам реки произрастают берёза, сосна, пихта, осина. Устье реки находится ниже населённого пункта Уткалево в 11 км по правому берегу реки Рязь. Длина реки составляет 15 км.

### Притоки
- Правые
  - Ермак — берёт начало на западном склоне хребта Уралтау, течёт на запад и впадает в Уткаль. Координаты истока 53°44′19″ с. ш. 58°22′04″ з. д.HGЯO; координаты устья 53°44′13″ с. ш. 58°19′58″ з. д.HGЯO.
  - Ишимбет — берёт начало на западном склоне хребта Уралтау, течёт на юг и впадает в Уткаль. Начинается сухим руслом, наполняемым в половодье. Название от личного имени Ишимбет[3]. Координаты истока 53°46′52″ с. ш. 58°19′58″ з. д.HGЯO; координаты устья 53°44′31″ с. ш. 58°19′14″ з. д.HGЯO.
  - Аркыргай — берёт начало у западного склона горы Арвякрязь, течёт на юго-запад впадает в Уткаль. Координаты истока 53°46′49″ с. ш. 58°18′39″ з. д.HGЯO; координаты устья 53°46′24″ с. ш. 58°16′03″ з. д.HGЯO.

- Левые
  - Алкыргыр — берёт начало на западном склоне хребта Уралтау, течёт на север через берёзовые и осиновые леса, впадает в Уткаль. Координаты истока 53°44′19″ с. ш. 58°17′14″ з. д.HGЯO; координаты устья 53°45′36″ с. ш. 58°17′10″ з. д.HGЯO.

## Данные водного реестра
По данным государственного водного реестра России относится к Камскому бассейновому округу, водохозяйственный участок реки — Белая от водомерного поста Арский Камень до Юмагузинского гидроузла, речной подбассейн реки — Белая. Речной бассейн реки — Кама.